# 光と影のギタリズム!
『光と影のギタリズム!』（ひかりとかげのギタリズム!、原題：All Sides Now）は、アメリカ合衆国のジャズ・ギタリスト、パット・マルティーノが1997年に発表したスタジオ・アルバム。

## 解説
ブルーノート・レコード移籍第1弾アルバムに当たり、10曲中9曲は他のギタリストとのコラボレーションで、ジョニ・ミッチェルのカバー「青春の光と影」のみ、カサンドラ・ウィルソンのボーカルがフィーチャーされた。マイケル・ヘッジスと共演した「トゥー・デイズ・オールド」は、ヘッジスのアルバム『ブレックファスト・イン・ザ・フィールド』（1981年）収録曲のリメイクである。
『ビルボード』のジャズ・アルバム・チャートでは11位に達した。スコット・ヤナウはオールミュージックにおいて5点満点中4点を付け「ベテランのパット・マルティーノが、様々な仲間のギタリストと組んだ、必聴盤とまでは言えないが興味深い作品」「申し分ない作品だが、パット・マルティーノが過去に発表した重要作には及ばない」と評している。

## 収録曲
特記なき楽曲はパット・マルティーノ作。
1. トゥー・ハイ - "Too High" (Stevie Wonder) - 5:05
2. トゥー・オブ・ア・カインド - "Two of a Kind" - 5:54
3. プログレッション - "Progression" - 5:36
4. アイム・コンフェッシン - "I'm Confessin' (that I Love You)" (Doc Daugherty, Al J. Neiburg, Ellis Reynolds) - 4:41
5. エリプシス - "Ellipsis" (Pat Martino, Joe Satriani) - 3:09
6. 青春の光と影 - "Both Sides Now" (Joni Mitchell) - 3:54
7. アヤコ - "Ayako" - 7:48
8. トゥー・デイズ・オールド - "Two Days Old" (Michael Hedges) - 5:18
9. アウトライダー - "Outrider" - 7:43
10. ネヴァー&アフター - "Never and After" (J. Satriani) - 2:53

## 参加ミュージシャン
- パット・マルティーノ - ギター
- チャーリー・ハンター - 8弦ギター(on #1)
- タック・アンドレス - ギター(on #2)
- ケヴィン・ユーバンクス（英語版） - アコースティック・ギター(on #3)
- レス・ポール - ギター(on #4)
- ルー・ポロ - リズムギター(on #4)
- ジョー・サトリアーニ - ギター(on #5, #10)
- マイク・スターン - ギター(on #7, #9)
- マイケル・ヘッジス - アコースティック・ギター(on #8)、ドラムス(on #5)、シェイカー(on #5)
- カサンドラ・ウィルソン - ボーカル(on #6)
- ポール・ノウィンスキー - ベース(on #4)
- スコット・コリー（英語版） - ベース(on #7, #9)
- スコット・アメンドラ（英語版） - ドラムス(on #1)
- ベン・ペロウスキー（英語版） - ドラムス(on #7, #9)
- ジェフ・ハーシュフィールド - ドラムス(on #10)